# Teodorik, protupapa
Protupapa Teodorik,  katolički protupapa od 1100. do 1101. godine. 